# 毛腿沙鸡属
毛腿沙鸡属（学名：Syrrhaptes）是沙鸡科的一属。

## 下属物种
本属包括以下物种：
- 毛腿沙鸡 Syrrhaptes paradoxus (Pallas, 1773)
- 西藏毛腿沙鸡 Syrrhaptes tibetanus Gould, 1850